# Ritual Pachatata y Pachamama
El Ritual Pachatata y Pachamama, es un legado ancestral realizado en el corazón del lago Titicaca, en la región de Puno, en Perú.  El ritual se realiza en la isla de Amantaní que se convierte en un epicentro de espiritualidad y tradición con la celebración de la fiesta, también conocida como la Festividad de San Sebastián, llevada a cabo cada tercer jueves del mes de enero. Este evento está ligado a la cosmovisión andina, donde la dualidad y el equilibrio entre lo masculino y lo femenino se representan en Pachatata (Padre Cielo) y Pachamama (Madre Tierra). Esta festividad fue declarada Patrimonio Cultural de la Nación el 16 de junio del 2020. Tiene como propósito propiciar la fertilidad de la tierra, asegurar buenas cosechas y un próspero desarrollo de la ganadería, así como evitar fenómenos climáticos adversos que puedan afectar el ciclo agrícola.

## Orígenes y significado
Esta festividad tiene como finalidad propiciar una buena agricultura y ganadería, así como evitar fenómenos climáticos que pueden ser perjudiciales durante el año agrícola. De acuerdo a la cosmovisión andina que rige en algunos países de la zona sur de América, el “Pachatata” es el padre creador, que usualmente suele ser representado por el espíritu del cielo. En el caso de la “Pachamama” es la madre tierra que da vida y va más ligado a un ámbito natural. Es una palabra quechua, cuyo significado es el siguiente “pacha” es cielo (universo) y “mama” es madre que en conjunto significaría Madre Tierra. “Tata” es una palabra quechua que significa padre. En otras palabras el cielo y la tierra se unen para  fertilizar con la lluvia sagrada los campos de cultivo.

## Templos prehispánicos de Pachatata y Pachamama
La isla de Amantaní es conocida por albergar dos templos prehispánicos dedicados a estas deidades, ubicados en las dos cimas principales de la isla:
- El templo de Pachatata o Coanos ,situado a una altitud menor a la del Llaquistiti ;presenta una forma cuadrada y es considerado un centro de poder masculino y está vinculado a los ciclos solares.
- El templo de Pachamama o  Llaquistiti, ubicado en otra cima cercana; presenta una forma circular y está asociada con la fertilidad de la tierra y los ciclos lunares.[9]

La arquitectura de piedra refleja los conocimientos ancestrales en ingeniería y la importancia de los centros ceremoniales en la vida espiritual. Según la tradición oral local, estas estructuras (cuadrangular y circular),también simbolizarían el equilibrio del catolicismo y la ritualidad andina ,ya que aludirían a la chakana o Cruz del Sur. Por otro lado las narraciones locales refieren que estos templos solo se abren al público durante la festividad, ya que el resto del año son resguardados por los comuneros locales.

## Los rituales y ofrendas
La festividad inicia con una serie de rituales andinos en los templos de Pachatata y Pachamama,dirigidos por los Tata Paqo. Los sacerdotes quechuas dan inicio a la ceremonia captando la atención de los asistentes al sostener en sus manos una vasija con carbón humeante, con la cual ungen a los espectadores en un acto simbólico de bendición y purificación.
Durante estas ceremonias, los pobladores y visitantes comienzan a llenar sus propias vasijas, conocidas como Chúas, con una variedad de cereales como trigo, cebada, quinua, hojas de coca, chicha, alcohol, incienso, que más tarde serán arrojadas al fuego sagrado o (Wilqa Nina) como tributo y ofrenda; una vez consumidos por el fuego, el oficiante o Tata interpretará las señales que dejan las cenizas, si son blancas es señal de buen augurio o año de buena cosecha. Por el contrario, si son oscuras o quedan manchas negras, será un mal año. Mientras tanto los bailarines van danzando frente al fuego para culminar con la ceremonia ; esto con el propósito de agradecer a las divinidades y asegurar un año de buenas cosechas. Estas ofrendas responden al principio del Ayni, una práctica ancestral de reciprocidad en la que los seres humanos devuelven a la naturaleza lo que han recibido de ella. En algunos casos, se llevan a cabo rituales de mesa andina, donde se colocan diversos elementos simbólicos en una tela colorida y se queman como una forma de envío de mensajes espirituales a los dioses tutelares.

## La competencia entre Pachatata y Pachamama: Un augurio para el año agrícola
Uno de los eventos centrales de la festividad es la competencia simbólica entre los grupos representantes de Pachatata y Pachamama.En esta celebración, los habitantes de las diez comunidades: Alto Sancayuni, Colquecachi, Incatiana, Lampayuni, Pueblo, Sancayuni Campesina, Santa Rosa, Occopampa, Occosuyo y Villa Orinojón, de Amantaní se congregan y se organizan en dos grupos, cada uno compuesto por cinco ayllus. Uno de estos grupos asciende al cerro Pachamama, en honor a la Madre Tierra, mientras que el otro se dirige al cerro Pachatata,en representación del Padre Cielo.
La creencia popular señala que el resultado de esta competencia determina el destino agrícola del año:
- Si el grupo o pareja de Pachamama es la ganadora será un buen año, es decir se augura un período de abundancia y cosechas prósperas.
- Si, en cambio, el grupo de Pachatata llega primero a Patapampa, se prevén dificultades en la producción agrícola.

Este acto refuerza la importancia de la dualidad y la complementariedad en la visión andina del mundo, mostrando que el destino del pueblo depende del equilibrio entre ambas fuerzas.

## Comida y música
Después de los rituales y la competencia, la festividad se llena de música y baile. Los pobladores de Amantaní, organizados en comunidades, celebran con danzas tradicionales como el Qhaswa, que va acompañado al ritmo de pinquillos y tarkas.La comida  tradicional también acompaña al evento, en el que se exhiben platos típicos elaborados con productos locales, como quinua, chuño, papa, pescado fresco y choclo, los cuales fueron preparados en hornos de barro.

## Danzas típicas de la festividad
Algunas de las danzas más representativas de la festividad incluyen:
- Los Sikuris, interpretada con zampoñas y tambores, simboliza la conexión espiritual con los Apus (espíritus de las montañas).
- La Qhaswa,danza en círculo, representa el enamoramiento y la creación de nuevas familias. Asimismo, está relacionada con la celebración de la fertilidad, que coincide con el comienzo del ciclo productivo. Durante la danza, los pobladores, llenos de entusiasmo,ondean las banderas con alegría, sujetándolas por las puntas con una mano mientras giran de izquierda a derecha.
- La Tarqueada, donde los músicos utilizan tarkas (instrumento de viento de madera) para acompañar los cánticos festivos.[11]

## Vestimenta tradicional
Durante la festividad, los comuneros visten atuendos típicos que reflejan su identidad cultural:
- Hombres: Usan una camisa blanca, chaleco de pechera negra, pantalón y sombrero negro,c omplementan su vestimenta con un poncho gris con listas de colores y una chuspa o bolso también colorido.
- Mujeres: Visten de 4 o 5 polleras de vivos colores, blusas blancas bordadas, el chucu cubre sus cabezas y cae hasta el borde de las polleras.[10]

Su  indumentaria también incluye banderas amarrillas, blancas, moradas, rosadas, verdes, entre otros, que simbolizan las flores de la papa, haba, oca, maíz, así como otras plantas de las localidades que sirven para llamar a los espíritus de los Apus. Las prendas en su mayoría presentan una iconografía de las flores de papa, rosas, sunchu, flor de cantuta, como también la fauna local como el urpi o paloma, colibrí, t’intis (un pájaro parecido al picaflor),entre otras aves. De igual forma los colores y diseños de los trajes tienen un significado simbólico relacionado con la fertilidad y la abundancia, como  también la identidad de cada comunidad y su conexión con la naturaleza.

## Importancia cultural y su impacto en el turismo
La Festividad de Pachatata y Pachamama no solo es una celebración religiosa y agrícola, sino también un símbolo de resistencia cultural de los pueblos indígenas andinos. A pesar de la llegada del cristianismo, esta festividad se ha logrado mantener vigente a través de los siglos, combinando elementos prehispánicos con influencias coloniales. Además, la festividad se ha convertido en un atractivo turístico importante para Amantaní, fomentando la reactivación del sector turismo, que se vio afectado por la emergencia sanitaria del covid-19. De esta manera cada año, cientos de visitantes nacionales e internacionales llegan a la isla, para presenciar esta manifestación cultural única. Sin embargo, los pobladores han establecido normas para garantizar que el turismo sea sostenible y respetuoso con las tradiciones locales, permitiendo a los visitantes participar de las ceremonias bajo la guía de los comuneros.

## Legado ancestral que se preserva a lo largo del tiempo
La Festividad de Pachatata y Pachamama es la manifestación de una cosmovisión que ha trascendido generaciones tras  generaciones resistiendo el paso del tiempo y la influencia de culturas externas. En cada rito, ofrenda y danza ,reafirman la conexión entre los habitantes de Amantaní y la naturaleza, recordando así  la importancia de vivir en armonía con el entorno. A través de esta festividad, los pueblos andinos mantienen vivo su patrimonio cultural y espiritual, demostrando que las tradiciones no solo son parte de su pasado, sino que siguen siendo esenciales para la identidad y el futuro de sus comunidades.